# بلدة كارب ليك (مقاطعة ايميت)
كارب ليك، مقاطعة ايميت (بالإنجليزية: Carp Lake Township, Emmet County, Michigan)‏ هي بلدة تقع بولاية ميشيغان في الولايات المتحدة. تبلغ مساحتها 91 (كم²)، وترتفع عن سطح البحر 219 م، بلغ عدد سكانها 807 نسمة في عام تعداد الولايات المتحدة 2000 حسب إحصاء مكتب تعداد الولايات المتحدة وتصل الكثافة السكانية فيها 9.6 نسمة/كم2.

## وصلات خارجية
- The US50 - Cities and Towns in Michigan State
- Michigan Cities and Towns, Facts, Map, Flag, Colleges, Government, and More